# Uncial 054
Uncial 054 (numeração de Gregory-Aland), ε 59, é um manuscrito uncial grego do Novo Testamento. A paleografia data o codex para o século 8.
Contém 6 folhas (29 x 18,5 cm) dos Evangelho segundo João, com várias lacunas, e foi escrito com uma coluna por página, contendo 36 linhas cada.
Ele contém seções amonianas, mas os cânones eusebianos estão ausentes.
O texto grego desse códice é um representante do Texto-tipo Bizantino. Aland colocou-o na Categoria V.
Actualmente acha-se no Biblioteca do Vaticano (Barberini Gr. 521), em Roma.

## Literatura
- Constantin von Tischendorf, Monumenta sacra et profana (Leipzig: 1846), pp. 37 ff.